# عارف الشيخ
عارف الشيخ عبد الله الحسن (1952-) مؤلف وشاعر من دولة الإمارات العربية المتحدة، ولد في إمارة دبي. قام بكتابة كلمات النشيد الوطني لدولة الإمارات العربية المتحدة عام 1971.

## حياته
درس المراحل التعليمية الثلاثة الأولى في مدارس دبي ومكة المكرمة، وحصل على الإجازة الجامعية في الشريعة من كلية الشريعة والقانون بجامعة الأزهر عام 1977، ودكتوراه في الدراسات الإسلامية عام 1997.
عمل مدرساً، فمديراً للمعهد الديني الثانوي، فرئيساً لقسم الامتحانات، فمديراً لإدارة الامتحانات، ثم مديراً لإدارة الخدمات التربوية، عمل في وزارة التربية والتعليم حتى العام 2002.
وكان من الأعضاء المؤسسين لجائزة دبي للقرآن الكريم ورئيساً للجنة الفنية بها، ويعمل حاليا مأذوناً شرعياً منذ العام 1980، وعضو مجلس الشرطة الاستشارية لخدمة المجتمع في دبي.
شارك في تأليف كتب التربية الإسلامية لصفوف المرحلتين الابتدائية والإعدادية.
صدر له أكثر من 60 مؤلفا، منها: «الشيخ محمد بن راشد آل مكتوم ظاهرة استثنائية»، «ما يطلبه الظمآن»، «أسماء من الخليج»، «الخدمات الصحية في الساحل المتصالح»، وله العديد من الأناشيد المقررة في الكتب المدرسية، وهو الذي قام بتأليف كلمات السلام الوطني لدولة الإمارات.

## كتابة النشيد الوطني
منذ إعلان اتحاد دولة الإمارات العربية المتحدة عام 1971 حتى 1986 لم يكن للإمارات نشيد وطني، على الرغم من أن دستور الدولة ينص على ضرورة تخصيص النشيد إلى جانب العلم، يقول عارف الشيخ إنه ألّف كلمات النشيد الوطني (تحية العلم) بعد 15 عاماً من إعلان اتحاد دولة الإمارات العربية المتحدة، مبيناً أنه استغرق ثلاثة أيام في كتابة النشيد.
مع العلم إلى أن السلام الوطني كمعزوفة تم تنفيذها أواخر العام 1971 مع مطلع العام 1972 ونظم لحنه الموسيقار المصري سعد عبد الوهاب ابن شقيق الموسيقار محمد عبد الوهاب.
عن تفاصيل تأليف النشيد، أوضح أنها فكرة محافظ مركز دبي المالي العالمي الحالي أحمد حميد الطاير، وذلك أثناء تولّيه وزارة التربية والتعليم بالإنابة، عام 1986 إذ لاحظ خلال وجوده باكراً في المدارس وحضوره طابور الصباح أن التلاميذ في المدارس يرفعون العلم في الطابور بصمت، بينما ينبغي أن يظهر الجميع، خصوصاً طلاب المدارس وهم جيل المستقبل، بموقف حماسي أثناء رفع العلم، ويجب ترديد كلمات وطنية مع العزف.
وبحسب الشيخ، فإن الاختيار وقع عليه كونه يعمل في الوزارة آنذاك، ولديه مساهمات في وضع مجموعة من الأناشيد المدرسية المقررة ضمن المناهج والملحنة ضمن فعاليات الوزارة، مبيناً كُلفت بتأليف كلمات النشيد في ثلاثة أيام، وتم إعطائي الموسيقى على شريط كي أكتب الكلمات عليها. يقول عدت إلى البيت لأكتب، وبحكم دراستي لم أكن أميل إلى سماع الموسيقى، ولا حتى في عزف السلام، لكني جلست أستمع إلى اللحن أكثر من 60 مرة، ولم أكتب حرفاً وتابع وقعت في حيرة من أمري، فأنا شاعر وأكتب، لكني في هذا الموقف وجدت أنني غير قادر على الكتابة، فلو طُلب مني كتابة كلمات وطنية قد أفعل، لكن أن أكتب على لحن، فذلك وجدته أمراً صعباً للغاية.
وأشار الشيخ إلى أنه بعد تكرار سماعه اللحن أُلهم كتابة أول كلمتين عيشي بلادي، واستمر في تأليف كلمات على أول مقطوعة.
وأوضح أنه في تلك الأثناء جاءته زوجته، وقرأت لها ما كتبه، فشجعته، خصوصاً (عيشي بلادي) فقد رأت أنها بداية موفقة، وطلبت منيه ألا يبدّل شيئاً فيه، وعليه سجل الكلمات على اللحن نفسه.
وقال الشيخ سلّمت الشريط إلى مكتب الوزير، وبعده بساعات اتصل بي بنفسه وأخبرني أنه المطلوب، ثم تم تكليف إذاعة دبي بتسجيل الكلمات على المعزوفة بصوت طلاب، ثم صدر القرار إلى المدارس بترديد النشيد مع العزف ورفع العلم، وهكذا انتشر حتى اليوم.

### كلمات النشيد
عيشي بلادي عاش اتحاد إماراتنا
عشت لشعب دينه الإسلام هديه القرآن
حصنتك باسم الله يا وطن
بلادي بلادي بلادي بلادي 
حماك الإله شرور الزمان 
أقسمنا أن نبني نعمل 
نعمل نخلص نعمل نخلص 
مهما عشنا نخلص نخلص
دام الأمان وعاش العلم يا إماراتنا
رمزالعروبة كلنا نفديكِ 
بالدما نرويكِ
نفديك بالأرواح يا وطن

## أعماله الأدبية

### دواوينه الشعرية
- ذكريات 1977.
- نفحات من الخليج 1980.
- أناشيد من الخليج 1986.
- من هموم المجتمع 1993.
- نداء الوجدان 1993.
- نداء الإسلام.
- همس القريض.
- اللهم إني إليك أتضرع.
- حبيبتي بلادي.
- حسناء يا بنت العرب.[4]
- إماراتي الحبيبة (مجموعة كلمات وقصائد) 1991.
- ديوان السجنجل: قصائد متنوعة. 2011.
- عسجديات: قصائد متنوعة. 2016.
- إلهامات وطن: قصائد متنوعة. 2018.

### مؤلفات أخرى
- أسماء من الخليج (معجم لغوي).
- كيف تتعلم النحو بدون معلم
- رسالة المتزوجين
- لبيك يارب الحجيج.
- أنا الأصمعي.
- قاموس الأمثال والحكم الشعرية.
- أرجوزة امتحانية.
- بُلغة المربي من حكم وأمثال المتنبي.
- الحياة كما أراها. 2001.
- تاريخ التعليم في دبي 1912 - 1971. صدر عام 2004.
- تلفزيون الكويت من دبي. 2007.[5]
- القراءة من أجل التعلم. 2008.
- الشيخ محمد بن راشد آل مكتوم ظاهرة استثنائية: قراءة في كتاب رؤيتي وقصيدة اللغة الخالدة. 2008.
- ردود صحفية. 2008.
- تاريخ التعليم في أبوظبي في الفترة من 1902 - 1972. صدر عام 2008.
- الخدمات الصحية في الساحل المتصالح من 1902 - 1972. صدر عام 2012.[6]
- تاريخ القضاء في الإمارات. 2013.
- إلهامات قائد. 2016.[7]
- تاريخ التعليم في الشارقة 1900 - 1972. صدر عام 2016.
- زايد في عام زايد: ملامح الخير في أشعار سموه. 2018.
- تاريخ التعليم في رأس الخيمة وعجمان وأم القيوين والفجيرة 1900 - 1972. صدر عام 2019.
- إطلالة على تاريخ التعليم في إمارة أبوظبي 1900 – 1971. صدر عام 2020.

## وصلات خارجية
- عارف الشيخ على موقع أرشيف الشارخ.
- فيديو للحن النشيد الوطني الإماراتي مرافق لمشاهد تعبيرية